# Lachnum crystallinum
Lachnum crystallinum är en svampart som först beskrevs av Karl Wilhelm Gottlieb Leopold Fuckel, och fick sitt nu gällande namn av Rehm 1896. Lachnum crystallinum ingår i släktet Lachnum och familjen Hyaloscyphaceae.   Inga underarter finns listade i Catalogue of Life.
I den svenska databasen Dyntaxa används istället namnet Dasyscyphella crystallina för samma taxon.  Arten är reproducerande i Sverige.